# Élections présidentielles sous la Cinquième République en Gironde
Depuis l'adoption de la Constitution de la Cinquième République française en 1958, dix élections présidentielles ont eu lieu afin d'élire le président de la République. Cette page présente les résultats de ces élections en Gironde.

## Synthèse des résultats du second tour
La Gironde vote traditionnellement plus à gauche que la France. Elle a en particulier placé François Mitterrand, Lionel Jospin et Ségolène Royal en tête au second tour lors des élections de 1974, 1995 et 2007. En 2012, François Hollande obtient 5 points de plus qu'au niveau national. En 2017, Emmanuel Macron obtient 4 points de plus.
| 2022 | Emmanuel Macron (61,37 %) (France : 58,55 %) | Marine Le Pen (38,63 %) (France : 41,45 %) | 75,07 % (France : 71,99 %) | 6,89 % (France : 6,23 %) |

| 2017 | Emmanuel Macron (70,06 %) (France : 66,10 %) | Marine Le Pen (29,94 %) (France : 33,90 %) | 76,82 % (France : 77,77 %) | 1,8 % (France : 2,47 %) |

| 2012 | François Hollande (56,61 %) (France : 51,64 %) | Nicolas Sarkozy (43,39 %) (France : 48,36 %) | 82,66 % (France : 80,35 %) | 1,69 % (France : 5,82 %) |

| 2007 | Nicolas Sarkozy (48,28 %) (France : 53,06 %) | Ségolène Royal (51,72 %) (France : 46,94 %) | 87,42 % (France : 83,97 %) | 1,21 % (France : 4,20 %) |

| 2002 | Jacques Chirac (83,77 %) (France : 82,21 %) | J.-M. Le Pen (16,23 %) (France : 17,79 %) | 71,67 % (France : 79,71 %) | 2,97 % (France : 3,38 %) |

| 1995 | Jacques Chirac (48,79 %) (France : 52,64 %) | Lionel Jospin (51,21 %) (France : 47,36 %) | 80,25 % (France : 78,38 %) | 2,7 % (France : 2,81 %) |

| 1988 | François Mitterrand (56,96 %) (France : 54,02 %) | Jacques Chirac (43,04 %) (France : 45,98 % %) | 82,37 % (France : 81,35 %) | 1,76 % (France : 2,00 %) |

| 1981 | François Mitterrand (57,79 %) (France : 51,76 %) | Valéry Giscard d'Estaing (42,21 %) (France : 48,24 %) | 81,02 % (France : 81,09 %) | 1,47 % (France : 1,62 %) |

| 1974 | Valéry Giscard d'Estaing (45,42 %) (France : 50,81 %) | François Mitterrand (54,58 %) (France : 49,19 %) | 83,98 % (France : 84,23 %) | 0,66 % (France : 0,92 %) |

| 1969 | Georges Pompidou (50,51 %) (France : 58,21 %) | Alain Poher (49,49 %) (France : 41,79 %) | 76,19 % (France : 77,59 %) | 1,11 % (France : 1,29 %) |

| 1965 | Charles de Gaulle (51,03 %) (France : 55,20 %) | François Mitterrand (48,97 %) (France : 44,80 %) | 84,24 % (France : 84,75 %) | 0,86 % (France : 1,01 %) |

|  | ▲ |

## Résultats détaillés par scrutin

### 2022
Arrivé en tête du premier tour, le président sortant Emmanuel Macron (27,85 %) affronte Marine Le Pen (23,15 %), un duel identique à celui du scrutin de 2017. C'est la deuxième fois qu'un second tour opposant les mêmes candidats à deux scrutins présidentiels consécutifs a lieu après ceux où se sont affrontés Valéry Giscard d'Estaing et François Mitterrand en 1974 et 1981.
En troisième position avec 21,95 % des voix, Jean-Luc Mélenchon réalise le score le plus élevé de ses trois candidatures et arrive largement en tête de la gauche, mais échoue à accéder au second tour, avec environ 400 000 voix de moins que Marine Le Pen.
Une nouvelle fois, les partis politiques traditionnels sont absents du second tour, dans des proportions encore plus importantes que lors de la précédente élection. Le Parti socialiste et Les Républicains, représentés respectivement par Anne Hidalgo et Valérie Pécresse, s'effondrent avec des scores historiquement faibles et n'atteignent pas le seuil des 5 %, condition permettant d'être remboursé des frais de campagne.
Pour la première fois, les candidatures classées à l'extrême droite dépassent le seuil de 30 % des suffrages exprimés au premier tour tandis que les sondages d'opinion laissent annoncer un duel serré face au président sortant, la possibilité d'une victoire pour Marine Le Pen étant pour la première fois envisagée par ceux-ci.
Le second tour voit Emmanuel Macron l'emporter par 58,55 % des suffrages exprimés, permettant ainsi au président sortant d'entamer un second mandat. Le septennat ayant été aboli en 2000, il devient ainsi le premier président de la République française à être réélu pour un deuxième quinquennat, le deuxième président de la Cinquième République réélu hors période de cohabitation et le quatrième président de la Cinquième République réélu.
En Gironde, Emmanuel Macron arrive en tête du premier tour avec 28,72 % des exprimés, suivi de Jean-Luc Mélenchon (21,84 %),Marine Le Pen (21,47 %) et Éric Zemmour (6,54 %). Au second tour, les électeurs ont voté à 61,37% pour Emmanuel Macron contre 38,63 % pour Marine Le Pen avec un taux de participation de 75,07 % des inscrits.
| Candidats                | Candidats                | Partis                   | Premier tour | Premier tour | Second tour | Second tour |
| Candidats                | Candidats                | Partis                   | Voix         | %            | Voix        | %           |
| ------------------------ | ------------------------ | ------------------------ | ------------ | ------------ | ----------- | ----------- |
|                          | Emmanuel Macron          | LREM                     | 256 179      | 28,72        | 484 771     | 61,37       |
|                          | Jean-Luc Mélenchon       | LFI                      | 194 775      | 21,84        |             |             |
|                          | Marine Le Pen            | RN                       | 191 542      | 21,47        | 305 112     | 38,63       |
|                          | Éric Zemmour             | REC                      | 58 321       | 6,54         |             |             |
|                          | Yannick Jadot            | EELV                     | 46 677       | 5,23         |             |             |
|                          | Jean Lassalle            | RES                      | 37 725       | 4,23         |             |             |
|                          | Valérie Pécresse         | LR                       | 37 575       | 4,21         |             |             |
|                          | Fabien Roussel           | PCF                      | 21 522       | 2,41         |             |             |
|                          | Anne Hidalgo             | PS                       | 19 598       | 2,20         |             |             |
|                          | Nicolas Dupont-Aignan    | DLF                      | 15 693       | 1,76         |             |             |
|                          | Philippe Poutou          | NPA                      | 8 734        | 0,98         |             |             |
|                          | Nathalie Arthaud         | LO                       | 3 679        | 0,41         |             |             |
|                          |                          |                          |              |              |             |             |
| Votes valides            | Votes valides            | Votes valides            | 892 020      | 98,07        | 789 883     | 90,82       |
| Votes blancs             | Votes blancs             | Votes blancs             | 12 367       | 1,36         | 59 845      | 6,88        |
| Votes nuls               | Votes nuls               | Votes nuls               | 5 147        | 0,57         | 19 979      | 2,30        |
| Total                    | Total                    | Total                    | 909 534      | 100          | 869 707     | 100         |
| Abstention               | Abstention               | Abstention               | 249 014      | 21,49        | 288 844     | 24,93       |
| Inscrits / participation | Inscrits / participation | Inscrits / participation | 1 158 548    | 78,51        | 1 158 551   | 75,07       |

### 2017
Le premier tour de l'élection présidentielle de 2017 voit s'affronter onze candidats. Emmanuel Macron arrive en tête devant Marine Le Pen et tous deux se qualifient pour le second tour. Néanmoins, avec François Fillon et Jean-Luc Mélenchon, les scores des quatre candidats ayant recueilli le plus de voix sont serrés (4,43 points entre le 1er et le 4e). Pour la première fois, aucun des candidats des deux partis politiques pourvoyeurs jusque-là des présidents de la Ve République, n'est présent au second tour. Celui-ci se tient le dimanche 7 mai et se solde par la victoire d'Emmanuel Macron, avec un total de 20 753 798 bulletins de vote en sa faveur, soit 66,10 % des suffrages exprimés, face à la candidate du Front national, qui recueille 33,90 %. Le scrutin est néanmoins marqué par une forte abstention et par un record de votes blancs ou nuls. 
En Gironde, Emmanuel Macron arrive en tête du premier tour avec 26,13 % des exprimés, suivi de Jean-Luc Mélenchon (21,85 %), Marine Le Pen (18,26 %), François Fillon (17,08 %) et Benoît Hamon (7,56 %). Au second tour, les électeurs ont voté à 70,06 % pour Emmanuel Macron contre 29,94 % pour Marine Le Pen avec un taux de participation de 76,82 % des inscrits.
|             | EM          | Emmanuel Macron       | 222 287   | 26,13 %    | 515 491   | 70,06 %    |  |  |
|             | LFi         | Jean-Luc Mélenchon    | 185 888   | 21,85 %    |           |            |  |  |
|             | FN          | Marine Le Pen         | 155 319   | 18,26 %    | 220 261   | 29,94 %    |  |  |
|             | LR          | François Fillon       | 145 283   | 17,08 %    |           |            |  |  |
|             | PS          | Benoît Hamon          | 64 300    | 7,56 %     |           |            |  |  |
|             | DlF         | Nicolas Dupont-Aignan | 35 530    | 4,18 %     |           |            |  |  |
|             | RES         | Jean Lassalle         | 16 460    | 1,93 %     |           |            |  |  |
|             | NPA         | Philippe Poutou       | 13 233    | 1,56 %     |           |            |  |  |
|             | UPR         | François Asselineau   | 7 013     | 0,82 %     |           |            |  |  |
|             | LO          | Nathalie Arthaud      | 3 980     | 0,47 %     |           |            |  |  |
|             | SeP         | Jacques Cheminade     | 1 527     | 0,18 %     |           |            |  |  |
|             |             |                       |           |            |           |            |  |  |
|             |             |                       | Nombre    | % inscrits | Nombre    | % inscrits |  |  |
| Inscrits    | Inscrits    | Inscrits              | 1 086 982 |            | 1 086 565 |            |  |  |
| Abstentions | Abstentions | Abstentions           | 216 602   | 19,93 %    | 251 825   | 23,18 %    |  |  |
| Votants     | Votants     | Votants               | 870 380   | 80,07 %    | 834 740   | 76,82 %    |  |  |
|             |             |                       |           |            |           |            |  |  |
|             |             |                       |           | % votants  |           | % votants  |  |  |
| Blancs      | Blancs      | Blancs                | 13 936    | 1,28 %     | 73 193    | 6,74 %     |  |  |
| Nuls        | Nuls        | Nuls                  | 5 624     | 0,52 %     | 25 795    | 2,37 %     |  |  |
| Exprimés    | Exprimés    | Exprimés              | 850 820   | 78,27 %    | 735 752   | 67,71 %    |  |  |

### 2012
Hollande, désigné par le PS à la suite d'une primaire ouverte, devance Sarkozy dès le premier tour de l'élection présidentielle de 2012 : c'est la première fois qu'un président sortant est ainsi devancé. Au second tour, Sarkozy est battu mais par un écart plus faible qu'attendu.
En Gironde, François Hollande arrive en tête du premier tour avec 31,75 % des exprimés, suivi de Nicolas Sarkozy (24,84 %), Marine Le Pen (15,61 %), Jean-Luc Mélenchon (11,74 %) et François Bayrou (9,68 %). Au second tour, les électeurs ont voté à 56,61 % pour François Hollande contre 43,39 % pour Nicolas Sarkozy avec un taux de participation de 83,46 % des inscrits.
|                | PS             | François Hollande     | 260 043   | 31,75 %    | 448 634   | 56,61 %    |  |  |
|                | UMP            | Nicolas Sarkozy       | 203 396   | 24,84 %    | 343 866   | 43,39 %    |  |  |
|                | FN             | Marine Le Pen         | 127 811   | 15,61 %    |           |            |  |  |
|                | FG             | Jean-Luc Mélenchon    | 96 165    | 11,74 %    |           |            |  |  |
|                | MoDem          | François Bayrou       | 79 277    | 9,68 %     |           |            |  |  |
|                | EELV           | Éva Joly              | 19 940    | 2,43 %     |           |            |  |  |
|                | NPA            | Philippe Poutou       | 13 626    | 1,66 %     |           |            |  |  |
|                | DLF            | Nicolas Dupont-Aignan | 13 082    | 1,6 %      |           |            |  |  |
|                | LO             | Nathalie Arthaud      | 3 671     | 0,45 %     |           |            |  |  |
|                | S&P            | Jacques Cheminade     | 1 895     | 0,23 %     |           |            |  |  |
|                |                |                       |           |            |           |            |  |  |
|                |                |                       | Nombre    | % inscrits | Nombre    | % inscrits |  |  |
| Inscrits       | Inscrits       | Inscrits              | 1 007 663 |            | 1 007 800 |            |  |  |
| Abstentions    | Abstentions    | Abstentions           | 174 717   | 17,34 %    | 166 661   | 16,54 %    |  |  |
| Votants        | Votants        | Votants               | 832 946   | 82,66 %    | 841 139   | 83,46 %    |  |  |
|                |                |                       |           |            |           |            |  |  |
|                |                |                       |           | % votants  |           | % votants  |  |  |
| Blancs ou nuls | Blancs ou nuls | Blancs ou nuls        | 14 040    | 1,69 %     | 48 639    | 5,78 %     |  |  |
| Exprimés       | Exprimés       | Exprimés              | 818 906   | 98,31 %    | 792 500   | 98,31 %    |  |  |

### 2007
Au premier tour de l'élection présidentielle de 2007, Sarkozy réussit à capter une partie des voix de Le Pen et arrive largement en tête. Royal est la première femme qualifiée pour le second tour d'une élection présidentielle. Elle est battue avec une avance de 6 points.
En Gironde, Ségolène Royal arrive en tête du premier tour avec 29,27 % des exprimés, suivie de Nicolas Sarkozy (28,05 %), François Bayrou (19,75 %), Jean-Marie Le Pen (9,12 %) et Olivier Besancenot (4,05 %). Au second tour, les électeurs ont voté à 48,28 % pour Nicolas Sarkozy contre 51,72 % pour Ségolène Royal avec un taux de participation de 86,71 % des inscrits.
|                | PS             | Ségolène Royal       | 241 019 | 29,27 %    | 409 550 | 51,72 %    |  |  |
|                | UMP            | Nicolas Sarkozy      | 230 955 | 28,05 %    | 382 366 | 48,28 %    |  |  |
|                | UDF            | François Bayrou      | 162 668 | 19,75 %    |         |            |  |  |
|                | FN             | Jean-Marie Le Pen    | 75 062  | 9,12 %     |         |            |  |  |
|                | LCR            | Olivier Besancenot   | 33 329  | 4,05 %     |         |            |  |  |
|                | GPA            | Marie-George Buffet  | 15 166  | 1,84 %     |         |            |  |  |
|                | CPNT           | Frédéric Nihous      | 14 626  | 1,78 %     |         |            |  |  |
|                | MPF            | Philippe de Villiers | 14 302  | 1,74 %     |         |            |  |  |
|                | Les Verts      | Dominique Voynet     | 12 419  | 1,51 %     |         |            |  |  |
|                | SE             | José Bové            | 10 566  | 1,28 %     |         |            |  |  |
|                | LO             | Arlette Laguiller    | 10 122  | 1,23 %     |         |            |  |  |
|                | CNRSP          | Gérard Schivardi     | 3 200   | 0,39 %     |         |            |  |  |
|                |                |                      |         |            |         |            |  |  |
|                |                |                      | Nombre  | % inscrits | Nombre  | % inscrits |  |  |
| Inscrits       | Inscrits       | Inscrits             | 953 526 |            | 953 649 |            |  |  |
| Abstentions    | Abstentions    | Abstentions          | 119 988 | 12,58 %    | 126 767 | 13,29 %    |  |  |
| Votants        | Votants        | Votants              | 833 538 | 87,42 %    | 826 882 | 86,71 %    |  |  |
|                |                |                      |         |            |         |            |  |  |
|                |                |                      |         | % votants  |         | % votants  |  |  |
| Blancs ou nuls | Blancs ou nuls | Blancs ou nuls       | 10 104  | 1,21 %     | 34 966  | 4,23 %     |  |  |
| Exprimés       | Exprimés       | Exprimés             | 823 434 | 98,79 %    | 791 916 | 95,77 %    |  |  |

### 2002
Après cinq années de cohabitation, un duel est attendu entre Chirac et le Premier ministre Jospin lors de l'élection présidentielle de 2002, mais, à la surprise générale, ce dernier est devancé par Le Pen au premier tour. Au second tour, Chirac bénéficie du ralliement de la gauche et reçoit un score sans précédent. Il s'agit de la première élection pour un mandat de cinq ans et non plus sept.
En Gironde, Jacques  Chirac arrive en tête du premier tour avec 18,84 % des exprimés, suivi de Lionel Jospin (18,06 %), Jean-Marie Le Pen (14,22 %), Jean Saint-Josse (7,92 %) et François Bayrou (6,69 %). Au second tour, les électeurs ont voté à 83,77 % pour Jacques  Chirac contre 16,23 % pour Jean-Marie  Le Pen avec un taux de participation de 81,99 % des inscrits.
|                | RPR            | Jacques Chirac          | 113 642 | 18,84 %    | 561 009 | 83,77 %    |  |  |
|                | PS             | Lionel Jospin           | 108 973 | 18,06 %    |         |            |  |  |
|                | FN             | Jean-Marie Le Pen       | 85 771  | 14,22 %    | 108 670 | 16,23 %    |  |  |
|                | CPNT           | Jean Saint-Josse        | 47 759  | 7,92 %     |         |            |  |  |
|                | UDF            | François Bayrou         | 40 336  | 6,69 %     |         |            |  |  |
|                | Les Verts      | Noël Mamère             | 37 625  | 6,24 %     |         |            |  |  |
|                | LO             | Arlette Laguiller       | 35 619  | 5,9 %      |         |            |  |  |
|                | MC             | Jean-Pierre Chevènement | 29 047  | 4,81 %     |         |            |  |  |
|                | LCR            | Olivier Besancenot      | 26 856  | 4,45 %     |         |            |  |  |
|                | PC             | Robert Hue              | 20 219  | 3,35 %     |         |            |  |  |
|                | DL             | Alain Madelin           | 18 128  | 3 %        |         |            |  |  |
|                | PRG            | Christiane Taubira      | 11 741  | 1,95 %     |         |            |  |  |
|                | Cap21          | Corinne Lepage          | 10 659  | 1,77 %     |         |            |  |  |
|                | MNR            | Bruno Mégret            | 8 906   | 1,48 %     |         |            |  |  |
|                | FRS            | Christine Boutin        | 5 432   | 0,9 %      |         |            |  |  |
|                | PT             | Daniel Gluckstein       | 2 560   | 0,42 %     |         |            |  |  |
|                |                |                         |         |            |         |            |  |  |
|                |                |                         | Nombre  | % inscrits | Nombre  | % inscrits |  |  |
| Inscrits       | Inscrits       | Inscrits                | 867 564 |            | 867 549 |            |  |  |
| Abstentions    | Abstentions    | Abstentions             | 245 810 | 28,33 %    | 156 246 | 18,01 %    |  |  |
| Votants        | Votants        | Votants                 | 621 754 | 71,67 %    | 711 303 | 81,99 %    |  |  |
|                |                |                         |         |            |         |            |  |  |
|                |                |                         |         | % votants  |         | % votants  |  |  |
| Blancs ou nuls | Blancs ou nuls | Blancs ou nuls          | 18 481  | 2,97 %     | 41 624  | 5,85 %     |  |  |
| Exprimés       | Exprimés       | Exprimés                | 603 273 | 97,03 %    | 669 679 | 94,15 %    |  |  |

### 1995
Après une nouvelle cohabitation et alors que la droite est particulièrement divisée entre Chirac et le Premier ministre Balladur, Jospin réussit à arriver en tête au premier tour de l'élection présidentielle de 1995, malgré la très lourde défaite de la gauche aux législatives de 1993. Au second tour, il est battu par Chirac.
En Gironde, Lionel Jospin arrive en tête du premier tour avec 27,7 % des exprimés, suivi de Jacques Chirac (19,5 %), Édouard Balladur (17,72 %), Jean-Marie Le Pen (12,78 %) et Robert Hue (8,47 %). Au second tour, les électeurs ont voté à 51,21 % pour Lionel Jospin contre 48,79 % pour Jacques Chirac avec un taux de participation de 81,86 % des inscrits.
|                | PS             | Lionel Jospin        | 179 050 | 27,7 %     | 327 351 | 51,21 %    |  |  |
|                | RPR            | Jacques Chirac       | 126 026 | 19,5 %     | 311 853 | 48,79 %    |  |  |
|                | RPR            | Édouard Balladur     | 114 546 | 17,72 %    |         |            |  |  |
|                | FN             | Jean-Marie Le Pen    | 82 612  | 12,78 %    |         |            |  |  |
|                | PC             | Robert Hue           | 54 762  | 8,47 %     |         |            |  |  |
|                | LO             | Arlette Laguiller    | 38 431  | 5,95 %     |         |            |  |  |
|                | MPF            | Philippe de Villiers | 29 772  | 4,61 %     |         |            |  |  |
|                | Les Verts      | Dominique Voynet     | 19 471  | 3,01 %     |         |            |  |  |
|                | S&P            | Jacques Cheminade    | 1 747   | 0,27 %     |         |            |  |  |
|                |                |                      |         |            |         |            |  |  |
|                |                |                      | Nombre  | % inscrits | Nombre  | % inscrits |  |  |
| Inscrits       | Inscrits       | Inscrits             | 827 836 |            | 827 344 |            |  |  |
| Abstentions    | Abstentions    | Abstentions          | 163 457 | 19,75 %    | 150 088 | 18,14 %    |  |  |
| Votants        | Votants        | Votants              | 664 379 | 80,25 %    | 677 256 | 81,86 %    |  |  |
|                |                |                      |         |            |         |            |  |  |
|                |                |                      |         | % votants  |         | % votants  |  |  |
| Blancs ou nuls | Blancs ou nuls | Blancs ou nuls       | 17 962  | 2,7 %      | 38 052  | 5,62 %     |  |  |
| Exprimés       | Exprimés       | Exprimés             | 646 417 | 97,3 %     | 639 204 | 94,38 %    |  |  |

### 1988
Après deux ans de cohabitation, Mitterrand affronte le Premier ministre Chirac lors de l'élection présidentielle de 1988. Le Pen obtient au premier tour un score jusque-là sans précédent pour un parti d'extrême droite. Au second tour, Mitterrand est facilement réélu.
En Gironde, François Mitterrand arrive en tête du premier tour avec 38,86 % des exprimés, suivi de Jacques Chirac (19,36 %), Raymond Barre (15,59 %), Jean-Marie Le Pen (12,3 %) et André Lajoinie (6,3 %). Au second tour, les électeurs ont voté à 56,96 % pour François Mitterrand contre 43,04 % pour Jacques Chirac avec un taux de participation de 84,92 % des inscrits.
|                | PS                    | François Mitterrand | 243 844 | 38,86 %    | 362 978 | 56,96 %    |  |  |
|                | RPR                   | Jacques Chirac      | 121 460 | 19,36 %    | 274 276 | 43,04 %    |  |  |
|                | SE                    | Raymond Barre       | 97 846  | 15,59 %    |         |            |  |  |
|                | FN                    | Jean-Marie Le Pen   | 77 180  | 12,3 %     |         |            |  |  |
|                | PC                    | André Lajoinie      | 39 532  | 6,3 %      |         |            |  |  |
|                | Les Verts             | Antoine Waechter    | 18 951  | 3,02 %     |         |            |  |  |
|                | Communiste rénovateur | Pierre Juquin       | 13 702  | 2,18 %     |         |            |  |  |
|                | LO                    | Arlette Laguiller   | 12 674  | 2,02 %     |         |            |  |  |
|                | MPT                   | Pierre Boussel      | 2 318   | 0,37 %     |         |            |  |  |
|                |                       |                     |         |            |         |            |  |  |
|                |                       |                     | Nombre  | % inscrits | Nombre  | % inscrits |  |  |
| Inscrits       | Inscrits              | Inscrits            | 775 467 |            | 775 215 |            |  |  |
| Abstentions    | Abstentions           | Abstentions         | 136 697 | 17,63 %    | 116 933 | 15,08 %    |  |  |
| Votants        | Votants               | Votants             | 638 770 | 82,37 %    | 658 282 | 84,92 %    |  |  |
|                |                       |                     |         |            |         |            |  |  |
|                |                       |                     |         | % votants  |         | % votants  |  |  |
| Blancs ou nuls | Blancs ou nuls        | Blancs ou nuls      | 11 263  | 1,76 %     | 21 028  | 3,19 %     |  |  |
| Exprimés       | Exprimés              | Exprimés            | 627 507 | 98,24 %    | 637 254 | 96,81 %    |  |  |

### 1981
Lors de l'élection présidentielle de 1981, Giscard d'Estaing arrive en tête au premier tour et affronte, comme la fois précédente, Mitterrand. Pour la première fois, un président sortant est battu : Mitterrand devient le premier président de gauche de la Ve République.
En Gironde, François Mitterrand arrive en tête du premier tour avec 33,23 % des exprimés, suivi de Valéry Giscard d'Estaing (23,36 %), Jacques Chirac (16,67 %), Georges Marchais (14,07 %) et Brice Lalonde (3,33 %). Au second tour, les électeurs ont voté à 54,58 % pour François Mitterrand contre 42,21 % pour Valéry Giscard d'Estaing avec un taux de participation de 86,08 % des inscrits.
|                | PS             | François Mitterrand      | 195 121 | 33,23 %    | 355 832 | 57,79 %    |  |  |
|                | UDF            | Valéry Giscard d'Estaing | 137 160 | 23,36 %    | 259 939 | 42,21 %    |  |  |
|                | RPR            | Jacques Chirac           | 97 864  | 16,67 %    |         |            |  |  |
|                | PC             | Georges Marchais         | 82 611  | 14,07 %    |         |            |  |  |
|                | MEP            | Brice Lalonde            | 19 543  | 3,33 %     |         |            |  |  |
|                | MRG            | Michel Crépeau           | 15 783  | 2,69 %     |         |            |  |  |
|                | LO             | Arlette Laguiller        | 13 132  | 2,24 %     |         |            |  |  |
|                | Divers droite  | Michel Debré             | 12 854  | 2,19 %     |         |            |  |  |
|                | Divers droite  | Marie-France Garaud      | 8 388   | 1,43 %     |         |            |  |  |
|                | PSU            | Huguette Bouchardeau     | 4 755   | 0,81 %     |         |            |  |  |
|                |                |                          |         |            |         |            |  |  |
|                |                |                          | Nombre  | % inscrits | Nombre  | % inscrits |  |  |
| Inscrits       | Inscrits       | Inscrits                 | 735 555 |            | 735 341 |            |  |  |
| Abstentions    | Abstentions    | Abstentions              | 139 612 | 18,98 %    | 102 395 | 13,92 %    |  |  |
| Votants        | Votants        | Votants                  | 595 943 | 81,02 %    | 632 946 | 86,08 %    |  |  |
|                |                |                          |         |            |         |            |  |  |
|                |                |                          |         | % votants  |         | % votants  |  |  |
| Blancs ou nuls | Blancs ou nuls | Blancs ou nuls           | 8 732   | 1,47 %     | 17 175  | 2,71 %     |  |  |
| Exprimés       | Exprimés       | Exprimés                 | 587 211 | 98,53 %    | 615 771 | 97,29 %    |  |  |

### 1974
L'élection présidentielle de 1974 est une élection anticipée à la suite de la mort de Pompidou. Mitterrand, candidat unique de la gauche, est largement en tête au premier tour devant Giscard d'Estaing, qui distance lui-même Chaban-Delmas. Au terme d'une campagne animée, marquée par un débat télévisé tendu, Giscard d'Estaing l'emporte avec une très courte avance.
En Gironde, François Mitterrand arrive en tête du premier tour avec 42,38 % des exprimés, suivi de Jacques Chaban-Delmas (36,01 %), Valéry Giscard d'Estaing (14,54 %), Arlette Laguiller (2,02 %) et Jean Royer (2,01 %). Au second tour, les électeurs ont voté à 54,58 % pour François Mitterrand contre 45,42 % pour Valéry Giscard d'Estaing avec un taux de participation de 85,47 % des inscrits.
|                | PS             | François Mitterrand      | 215 799 | 42,38 %    | 278 836 | 54,58 %    |  |  |
|                | UDR            | Jacques Chaban-Delmas    | 183 367 | 36,01 %    |         |            |  |  |
|                | RI             | Valéry Giscard d'Estaing | 74 032  | 14,54 %    | 232 082 | 45,42 %    |  |  |
|                | LO             | Arlette Laguiller        | 10 306  | 2,02 %     |         |            |  |  |
|                | SE             | Jean Royer               | 10 257  | 2,01 %     |         |            |  |  |
|                | SE, écologiste | René Dumont              | 5 591   | 1,1 %      |         |            |  |  |
|                | FN             | Jean-Marie Le Pen        | 4 358   | 0,86 %     |         |            |  |  |
|                | MDSF           | Émile Muller             | 2 130   | 0,42 %     |         |            |  |  |
|                | FCR            | Alain Krivine            | 1 573   | 0,31 %     |         |            |  |  |
|                | MFE            | Jean-Claude Sebag        | 857     | 0,17 %     |         |            |  |  |
|                | NAR            | Bertrand Renouvin        | 706     | 0,14 %     |         |            |  |  |
|                |                |                          |         |            |         |            |  |  |
|                |                |                          | Nombre  | % inscrits | Nombre  | % inscrits |  |  |
| Inscrits       | Inscrits       | Inscrits                 | 610 432 |            | 610 319 |            |  |  |
| Abstentions    | Abstentions    | Abstentions              | 97 802  | 16,02 %    | 88 655  | 14,53 %    |  |  |
| Votants        | Votants        | Votants                  | 512 630 | 83,98 %    | 521 664 | 85,47 %    |  |  |
|                |                |                          |         |            |         |            |  |  |
|                |                |                          |         | % votants  |         | % votants  |  |  |
| Blancs ou nuls | Blancs ou nuls | Blancs ou nuls           | 3 407   | 0,66 %     | 10 746  | 2,06 %     |  |  |
| Exprimés       | Exprimés       | Exprimés                 | 509 223 | 99,34 %    | 510 918 | 97,94 %    |  |  |

### 1969
L'élection présidentielle de 1969 est une élection anticipée à la suite de la démission de De Gaulle. La gauche se lance désunie dans la course et, bien que Duclos (PCF) manque de le devancer, c'est le président par intérim Poher qui accède au second tour face à l'ex-Premier ministre Pompidou. Alors que Duclos refuse d'appeler à voter au second tour pour « bonnet blanc ou blanc bonnet », Pompidou est finalement largement élu.
En Gironde, Georges Pompidou arrive en tête du premier tour avec 40,78 % des exprimés, suivi de Alain Poher (28,68 %), Jacques Duclos (18,15 %), Gaston Defferre (6,7 %) et Michel Rocard (3,67 %). Au second tour, les électeurs ont voté à 50,51 % pour Georges Pompidou contre 49,49 % pour Alain Poher avec un taux de participation de 71,1 % des inscrits.
|                | UDR            | Georges Pompidou | 183 559 | 40,78 %    | 203 222 | 50,51 %    |  |  |
|                | CD             | Alain Poher      | 129 110 | 28,68 %    | 199 143 | 49,49 %    |  |  |
|                | PC             | Jacques Duclos   | 81 698  | 18,15 %    |         |            |  |  |
|                | SFIO           | Gaston Defferre  | 30 145  | 6,7 %      |         |            |  |  |
|                | PSU            | Michel Rocard    | 16 541  | 3,67 %     |         |            |  |  |
|                | SE             | Louis Ducatel    | 4 749   | 1,05 %     |         |            |  |  |
|                | LC             | Alain Krivine    | 4 347   | 0,97 %     |         |            |  |  |
|                |                |                  |         |            |         |            |  |  |
|                |                |                  | Nombre  | % inscrits | Nombre  | % inscrits |  |  |
| Inscrits       | Inscrits       | Inscrits         | 597 506 |            | 597 383 |            |  |  |
| Abstentions    | Abstentions    | Abstentions      | 142 293 | 23,81 %    | 172 659 | 28,9 %     |  |  |
| Votants        | Votants        | Votants          | 455 213 | 76,19 %    | 424 724 | 71,1 %     |  |  |
|                |                |                  |         |            |         |            |  |  |
|                |                |                  |         | % votants  |         | % votants  |  |  |
| Blancs ou nuls | Blancs ou nuls | Blancs ou nuls   | 5 064   | 1,11 %     | 22 359  | 5,26 %     |  |  |
| Exprimés       | Exprimés       | Exprimés         | 450 149 | 98,89 %    | 402 365 | 94,74 %    |  |  |

### 1965
L'élection présidentielle de 1965 est la première élection au suffrage universel direct à la suite du référendum d'octobre 1962. De Gaulle est mis en ballottage, à la surprise générale, par Mitterrand, candidat unique de la gauche. La campagne du second tour est axée sur l'Europe et les relations internationales ainsi que sur l'armement nucléaire. De Gaulle est finalement réélu avec une large avance.
En Gironde, Charles de Gaulle arrive en tête du premier tour avec 42,32 % des exprimés, suivi de François Mitterrand (30,42 %), Jean Lecanuet (15,39 %), Jean-Louis Tixier-Vignancour (8,49 %) et Pierre Marcilhacy (2,25 %). Au second tour, les électeurs ont voté à 51,03 % pour Charles de Gaulle contre 48,97 % pour François Mitterrand avec un taux de participation de 83,32 % des inscrits.
|                | UNR            | Charles de Gaulle            | 205 744 | 42,32 %    | 241 383 | 51,03 %    |  |  |
|                | CIR            | François Mitterrand          | 147 898 | 30,42 %    | 231 628 | 48,97 %    |  |  |
|                | MRP            | Jean Lecanuet                | 74 812  | 15,39 %    |         |            |  |  |
|                | SE             | Jean-Louis Tixier-Vignancour | 41 291  | 8,49 %     |         |            |  |  |
|                | PLE            | Pierre Marcilhacy            | 10 962  | 2,25 %     |         |            |  |  |
|                | SE             | Marcel Barbu                 | 5 422   | 1,12 %     |         |            |  |  |
|                |                |                              |         |            |         |            |  |  |
|                |                |                              | Nombre  | % inscrits | Nombre  | % inscrits |  |  |
| Inscrits       | Inscrits       | Inscrits                     | 582 038 |            | 581 834 |            |  |  |
| Abstentions    | Abstentions    | Abstentions                  | 91 713  | 15,76 %    | 97 026  | 16,68 %    |  |  |
| Votants        | Votants        | Votants                      | 490 325 | 84,24 %    | 484 808 | 83,32 %    |  |  |
|                |                |                              |         |            |         |            |  |  |
|                |                |                              |         | % votants  |         | % votants  |  |  |
| Blancs ou nuls | Blancs ou nuls | Blancs ou nuls               | 4 196   | 0,86 %     | 11 797  | 2,43 %     |  |  |
| Exprimés       | Exprimés       | Exprimés                     | 486 129 | 99,14 %    | 473 011 | 97,57 %    |  |  |